# Т-25 (танкетка)
Т-25 — радянська дослідна легка танкетка.

## Історія
Вважаючи, що танкетки серії Т-17 — Т-23 не задовольняли військових, конструктори заводу «Більшовик», вирішили зробити танкетку як розвиток Т-23. Проєкт танкетки, яку назвали Т-25, був розроблений 1930 року. Його показали тов. Сталіну, і він йому сподобався. Незабаром планувалося виготовити дослідний екземпляр, але до цього часу був готовий проєкт танкетки Т-27, і всі справи по Т-25 закрили.

## Конструкція

### Озброєння
Гармата калібром 45 мм. 20К зр. 1932 р. встановлювалася у башті.

### Ходова частина
Шість котків середнього діаметра, два маленьких підтримуючих котки, лінивець та зірочка.